# 沈璿
沈璿（1899年11月15日—1983年11月30日，拼音：Shěn Xuán），字義舫，中国數學家，國立臺灣大學史上第2位理學院院長兼數學系主任，歷經羅宗洛、陸志鴻、莊長恭、杜聰明、傅斯年校長。

## 经历
原籍江蘇，妻子黃熙文是黃郛的女兒。
出生於民國前十二年（公元一八九九年）十一月十五日，祖父會嘉公及父振家公經商。先生九歲失恃，十三歲上初中，後入上海水產學校。
民國六年暑假前與二同學計畫赴日求學。八月初入東京日語補習學校，次年春三月考入東京第一高等學校。此校是帝大預科，重英、法、德三國語文及數理，畢業生由校方分入東大、京大及其他帝大。
民國十年，先生自一高畢業，被選入東京帝大天文學系數理組，四年畢業，在校任研究員二年。在三年級時校方通知錄取為特別留學生，先生屬數理科，另一位是老前輩醫科陳先生（好像是陳方之醫生）。第四年時全部功課考完，開始寫論文，先生本人想再讀一年，向校方請求在三個月後派往武藏高等學校教數學，得到校方同意並許可同時入研究院。在武藏任教不久，一木宮相（大臣）帶領教務長及隨員三人自學生出入門入，慢步細聽，邊看先生在教室授課，學生忙著抄寫黑板。其後自教師出入門出，問：「他母親是否日人？口音不像中國人，此人可留。」在武藏任教一年，北京大學蔣校長聘書直接寄到東京，並無介紹人。先生接信因研究尚宋完成，退回聘書。其後又獲商務印書館周昌壽頌九先生來函，勸先生回國。
民國十五年暑假前返滬，任教大夏大學，大夏不如北大有名。大夏請先生出入學考試題。考卷發出，學生大鬧「太難」。助教收回考卷送給先生。先生拿了考題入考場間：「你們是來考大學呢？還是考中學？」學生答：「大學」。先生說：「這裡面的題目，你們在中學時學過的，要知入學考試是要看你們的程度是否能入學，和學期考試不一樣。願考者留，不願考者給五分鐘出考場。」請監考人員發考卷。又說：「如有問題不懂，現在可問。下次下課鈴後延長二十分鐘交卷。作題時先不必急著檢驗，做完後可再查看一次。」大夏在越界築路邊。其時南北軍爭地，時有槍聲，激烈時學生不敢上學。一次自早槍聲不絕，先生到校，林覺世同學（馬尼拉僑生）見先生獨坐看書，即入受課，教者熱心，學生趁人少可多發問。二十六年後在美國俄亥俄州遇到林君，林還說先生膽大，我也忘了有戰事，好痛快。現在林君是馬尼拉大學教授。
民國十二年七月十八日先生與黃郛膺白先生女公子熙文女士在東京結婚，婚後同甘共苦，長相廝守。有女公子三位，都在美國就學及定居，長女曉敏為Illinois大學化學博土，次女曉芳為賓州大學化學博士，都在工廠工作，三女曉梅為Carnegie-Mellon大學數學博士，在一天主教大學任教，長婿羅无念先生為Princeton大學資訊教授，次婿梅卓和先生專長為資料工程，三婿李沅鴻先生專長為機械工程。共有外孫及外孫女各二位，現都已長成。
在第二次大戰前三年（一九三四年）春季，先生偕夫人赴歐洲考察教育兩年，先由意大利上岸，停留約一個月。乘火車去法國，停留約兩個月。再赴德國，停留一年多。後去英國半年多。考察途中曾參觀大學、圖書館、天文台，注重新的科學資料、教材，並參加上課、觀摩教法，其間並在柏林大學任天文學研究員一年。回國途中船過日本，赴北海道參與中國天文隊觀望全日蝕，儀器由東京天文台供給，中國隊歡迎先生入隊，返滬約一年許，抗日戰爭開始。
上海淪陷時，先生原擬攜眷同赴大後方。可惜因人多路費一時不易籌措，拖延欲等孩子學校放假再行設法。一天由友人處得知，日本人要請先生吃飯。果然電話來了，先生對家人說：「這是命令，從與不從，你不必急。我沒有犯法，關幾天，也不會吃苦。今晚如不回來，明早你可打電話問日本軍部我在那裏。將桌上的書、紙、筆，以及換洗衣物、毛巾等用品用白布包好送來，不可加入信、紙條、食物等。」又說：「如想見我，可問軍部，不要帶別人夾，孩子照舊上學，如有人問起我，可答我有事出外幾天，少說話，小孩也一樣要少說話，小心。」晚飯前，先生去赴約，到了夜間十一點三十分才見歸來，因時已不早大家就寢。次日談到昨日晚餐日本三軍高級軍官各一桌，日本文人一桌，中國人一桌。席上中國人中只認識二人，其他皆未見過。酒筵開始中、日主席舉杯祝賀，希望中國教育界走向正規。先生也起立舉杯答謝各位好意，並表示本人在日本最盛之時在日本受最高教育，修習最喜愛的科學。自畢業至今一日不離本行，從事研究，非常榮幸。在研究之外，其他事務並無了解，也無興趣。希望日後仍能多做研究工作，以求貢獻於科學。經過這次晚宴，先生感到情況緊迫。先將長、次二女托人攜帶赴川，其餘三人（先生、夫人及三女）滯留在滬。先生在家繼續研究工作，休息時看新雜誌及讀德文與法文的聖經，那是在德、法時神父們所送的。有時會說經上的用字很美。長、次二女到川不久，戰爭結束，即返上海。不久，長輩張群夫人重病，夫人飛川探病。到重慶時，張群先生第一句話就說：「在日本筵席上，義舫的口才很好，第二天我們得到報告。」至今不知報告人是誰。
自民國二十年至三十一年（一九三一年~一九四二年）先生擔任上海科學研究院物理與數學系主任。在此期間先生專心研究工作，完成天文學論文，於一九四○年獲東京帝大理學博士學位，民國三十二年起應聘擔任在上海中國科學院顧問。民國三十五年重慶派羅宗洛校長接收台灣大學，到上海他再三請先生任教務長。先生推謝夫人不在不能遠行。羅校長住了幾天，川方得知此事，張群夫人托人買到機票讓夫人回上海。羅校長退一步請先生擔任理學院院長。
民國三十五年（一九四六年）四月九日同赴台大，遇到昔日武藏高校的學生已是教授，方便不少。先生發覺校中尚無數學系。據說，他到校時就無數學系，這是文部省（教育部）的事，先生即報告羅校長，如要改名為國立台灣大學，先生認為數學系是基本科學，不可缺少。無數學系只能稱College，不可稱University。羅校長同意增設數學系。惜才、財兩缺，如何對付。要辦到程度不能降低，人才大成問題。要來任教者不少，而標準不願降低，以致得罪不少人。另一方面，系中幸得許振榮、施拱星兩位教授同意承擔每週十多小時的教學負擔。先生在繁重的壓力下，與數學系同仁、學生，甚至家人共度困難。在家人重病時，親友贈款，先生不願接受，而向學校要求增薪不成。當時數學系同仁一般生活都很困苦，有人利用夜間捉魚，家人賣魚。有人養雞鴨，賣蛋補助家用。先生說，還有苦得不肯說出來的，而自己無能，常感愧疚，所以這個數學系是大家的數學系。
先生辭理學院院長時，傅校長曾到先生家中數次慰留。以前有一次傅校長說：「沈先生你對數學系的人選下過功夫，整齊而不雜，標準不變，得罪了不少人吧！這一點我要謝謝你。有的系，有的院，人多而懶雜，我無法整理。請進容易，送出難。一先生對校長以上的表白很感激。又一次自美返台，當時理學院林院長誇獎數學系，先生也非常高輿。先生對於本身的名利不重視，常說人不可自大、自私，要公平、求真理。數學系能有今天，當然要感謝同仁的努力，尤其是當初共同承擔工作壓力，忍受生活困苦的幾位先生。先生如仍在世的話，看到現在的發展，一定非常高興，並會期盼數學系同仁暨學生能同心協力，繼續開拓數學系的前途。
民國七十二年（一九八三年）十一月三十日先生在台北市台灣大學附屬醫院逝世，享年八十四歲。

## 成就
| 前任： 蘇步青 | 國立臺灣大學理學院院長 1946年4月 - 1949年7月 | 繼任： 潘貫 |